# La vieja señorita del paraíso
La vieja señorita del paraíso es una obra de teatro de Antonio Gala, estrenada en 1980.

## Argumento
Ambientada en la década de 1920, la señorita Adelaida vive casi enclaustrada en un pequeño café de la ciudad, el Café del Paraíso, esperando, durante más de 40 años, el regreso del hombre que la salvó de un accidente y le prometió volver en un momento. Adelaida vive en su ensoñación mientras educa a los jóvenes en la libertad y en el amor libre, pero rodeada de un mundo amargado y hostil, encabezado por Mr. Stone, un empresario que pretende construir una fábrica de armas en la localidad y por el alcalde, don Herminio, que se deja comprar por el empresario para que le dé un trabajo a su hijo Ramiro en la fábrica.

## Estreno
- Teatro Reina Victoria, Madrid, 3 de octubre de 1980. Dirección: Manuel Collado. Intérpretes: Mari Carrillo (posteriormente sustituida por Irene Gutiérrez Caba), Lola Cardona (posteriormente sustituida por Marisol Ayuso), Vicky Lagos, Víctor Valverde (posteriormente sustituido por Angel Aranda), Manuel Torremocha, Yolanda Ríos (posteriormente sustituida por Lola Mariné), Manuel Egea, Jesús Enguita.